# Павлюковец, Юрий Александрович
Юрий Александрович Павлюковец (род. 24 июня 1994, Пинск, Брестская область) — белорусский футболист, полузащитник клуба «Неман».

## Биография
Воспитанник пинской СДЮШОР-3. В 2009 году перешёл в структуру брестского «Динамо» — сначала занимался в юниорской команде ОЦОР, а с 2011 года выступал за дубль. 10 августа 2013 года дебютировал в главной команде брестского клуба, выйдя в стартовом составе в матче чемпионата Беларуси против могилёвского «Днепра». В 2013—2014 годах редко выходил на поле, а в 2015 году стал регулярно играть в основе и провёл за сезон 20 матчей.
В начале 2016 года перешёл в жодинский «Торпедо-БелАЗ», но не смог пробиться в основной состав, сыграв за полтора сезона лишь 8 матчей, в большей части из них выходил на замену. Обладатель Кубка Беларуси 2015/16, в финальном матче остался в запасе. Сыграл один матч в Лиге Европы. В начале 2017 года был на просмотре в «Ислочи», но переход не состоялся. Летом 2017 года покинул «Торпедо-БелАЗ» как свободный агент и перешёл в игравшую в первой лиге «Волну» (Пинск).
В начале 2018 года перешёл в ЮАС (Житковичи), где провёл полгода. Летом того же года перешёл в «Белшину», провёл в её составе полтора сезона в первой лиге и в 2019 году стал победителем этого турнира.
В январе 2020 года прибыл на просмотр в «Торпедо-БелАЗ» и в феврале подписал контракт. В сезоне 2020 года стал бронзовым призером высшей лиги. В январе 2022 года покинул жодинский клуб. Вскоре стал тренироваться с гродненским «Неманом», с которым в марте подписал контракт. В декабре 2022 года продлил контракт с клубом.
Выступал за молодёжную сборную Беларуси.

## Достижения
- Обладатель Кубка Беларуси: 2015/16, 2023/24, 2024/25.
- Победитель Первой лиги Беларуси: 2019
- Бронзовый призер высшей лиги: 2020